# Eupareophora
Eupareophora är ett släkte av steklar som beskrevs av Eduard Enslin 1914. Eupareophora ingår i familjen bladsteklar.
Släktet innehåller bara arten Eupareophora exarmata.